# جويس داير
جويس داير (بالإنجليزية: Joyce Dyer)‏ هي أكاديمية أمريكية، ولدت في 20 يوليو 1947.